# Olle Burell
Olle Emil Olof Burell, född 10 maj 1975 i Adolf Fredriks församling i Stockholm, är en socialdemokratisk politiker som under perioden 2014 till 2018 var skolborgarråd i Stockholms stad. Burell var även ordförande i Utbildningsnämnden och SISAB och ledamot av kyrkomötet. Olle Burell meddelade i oktober 2019 att han lämnar uppdraget som oppositionsråd för att återgå till arkitektyrket.
Olle Burell var 2001–2004 förbundssekreterare i Broderskapsrörelsen.
Sedan kommunvalet 2022, och ny politisk majoritet, är han kommunfullmäktiges ordförande i Stockholms stad.